# Nainital
Nainital (en hindi : नैनीताल) est une ville de l'État de l'Uttarakhand dans le nord de l'Inde.

## Démographie
D'après le recensement de 2011, la population de la ville s'élevait à 41 377 habitants.

## Histoire
Kumaon est tombée sous la domination britannique après la guerre anglo-népalaise en 1816. La ville de NainiTal est une station de montagne fondée en 1841 avec la construction de la première maison européenne.
En septembre 1880 un glissement de terrain s'est produit au nord de la ville et enterra 151 personnes. Le premier glissement de terrain connu s'est produit en 1866 et en 1879.

## Personnalités
- Jim Corbett (1875-1955), le plus célèbre chasseur de tigres 'mangeurs d'hommes', est né à Nainital.
- Elsie Inglis, médecin et suffragette écossaise, y nait en 1864
- Orde Charles Wingate Général de brigade britannique, né à Nainital en 1903.
- Helen Muir, rhumatologue britannique, y naît en 1920.

## Patrimoine
- Le Collège Saint-Joseph, fondé en 1888, est une institution catholique d'enseignement, avec internat, dont de nombreux alumni occupent une place importante dans la vie publique du pays.